# Eddie Kaye Thomas
Eddie Kaye Thomas, född 31 oktober 1980 i New York i USA, är en skådespelare som slog igenom i American Pie-filmerna.

## Filmografi (urval)
- 2012 – American Reunion
- 2011 – A Very Harold and Kumar Christmas
- 2008 – Harold & Kumar Escape from Guantanamo Bay
- 2007 – Venus & Vegas
- 2006 – Blind Dating
- 2005 – Dirty Love
- 2004 – Harold & Kumar Go to White Castle
- 2003 – American Pie – The Wedding
- 2002 – Stolen Summer
- 2001 – American Pie 2
- 2001 – Freddy Got Fingered
- 1999 – American Pie
- 1999 – Carrie 2